# الحارث بن مرة العبدي
الحارث بن مرة العبدي قائد عسكري شارك في الفتوحات. في خلافة علي بن أبي طالب شارك في فتح السند،
 حيث توجه إليه في أواخر سنة 38هـ، وأوائل سنة 39 هـ (659م) وتوغل فيها، وغنم منها كثيراً حتى بلغ أرض القيقان (مما يلي خراسان)، فقتل فيها، وأكثر من كان معه.